# Битва при мисі Екном
Битва при мисі Екном (256 до н. е.) — одна з найбільших морських битв античності і світової історії, яка відбулася біля мису Екном між флотами Карфагену і Римської республіки під час Першої пунічної війни. Перемога Риму відкрила йому нові можливості для завоювання острова Сицилії.

## Передумови
У 259 році до н. е. пунійці активізувалися на Сицилії. Вони захопили Камарину та Енну. Також, у цьому році відкрився новий театр воєнних дій, бо Луцій Корнелій Сципіон почав захоплювати Сардинію та Корсику. У 257 році до н. е. відбулася значна морська битва біля міста Тіндаріда, перемогу в якій приписують собі обидві сторони. Після цієї події римляни вирішили рушити в Африку.

## Положення сил Риму та Карфагену

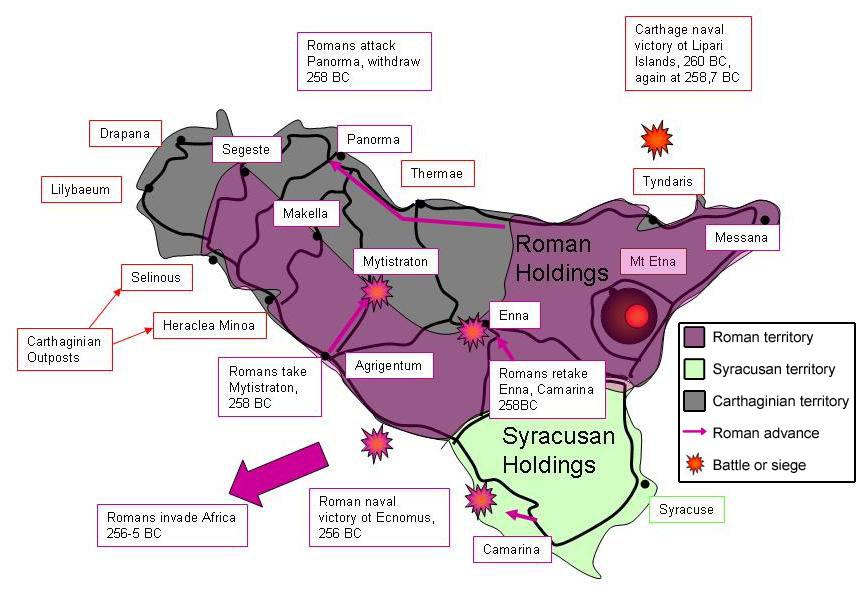

### Рим
Римляни створили флот чисельністю 330 бойових кораблів. Екіпаж кожного судна складався з 300 гребців та 120 солдат. Усього, римська армія налічувала 140 тис. чоловік. Кораблі поділилися на 4 флоту, а війська, які знаходилися на цих кораблях на 4 легіони. Командування взали на себе консули Марк Атілій Регул та Луцій Манлій Вульсон..

### Карфаген
Пунійці знали про плани римлян, тому намагалися майже відразу перехопити римський флот. Флотоводці карфагенян зверталися до військ з короткими промовами та казали, що в разі перемоги в морській битві вони будуть вести війну за Сицилію. Навпаки, після поразки вони залишать в небезпеці власну сім'ю. Чисельність карфагенян була: 350 кораблів та 150 тис. чоловік. Армію очолили Гамількар Барка та Ганнон II Великий.

## Розвиток подій

Розвиток протистояння у битві при мисі Екном

Обидві сторони вже були готові до бою. Головною метою карфагенян було перехопити супротивника далеко від своєї території та там зав'язати боротьбу. Вони знали приблизне місцезнаходження римлян та згодом їх зустріли.

Пам'ятаючи про те, що головна перевага карфагенян в їх більшій маневреності, римляни вирішили виробити такий лад, якому не були б небезпечні ні флангові обхвати, ні оточення. Для цього вони відійшли від класичної лінійного побудови та розставили свої кораблі у вигляді гігантського трикутника. На його, зверненої в бік ворога, вершині знаходилися два консульських шестипалубніки, до них приєднувались збудовані в ряд по одному кораблі першого і другого флотів. В основі трикутника був третій флот, який вів за собою на буксирі транспортні судна. Замикав стрій четвертий флот, будучи, як і належить тріаріям, останнім резервом: 
|  | ... загальний вигляд ладу являв собою клин, одна частина якого, у вершині, була порожня, інша, біля основи, суцільна; ціле ж пристосоване до опору і нападу, і в той же час розірвати лад було нелегко. |

Побудовою карфагенян була звичайна бойова лінія, хіба що більш довга і тонка, ніж завжди. Її лівий фланг, під командуванням Гамількара, примикав до берега і частково розташовувався паралельно йому, а правий, на чолі з Ганноном, виступав далеко в море. Несподіванкою для римлян мав стати план бою, розроблений карфагенянами. Пунійські флотоводці вирішили змусити ворога самого порушити свій бойовий порядок. Вони розуміли, що основний натиск римських кораблів впаде на центр карфагенського ладу і стримати його буде неможливо, Гамількар віддав цієї частини флоту наказ відступати.

Хитрість карфагенян спрацювала: захоплені переслідуванням, перший і другий флоти римлян відірвалися від третього і четвертого, які вели та охороняли транспортні судна. І ось, коли Гамількар вирішив, що відстань між римськими флотами вже досить велика, за його сигналом всі пунійські кораблі повернули і атакували наступаючого противника. Їх правий фланг, на якому були зосереджені найбільш швидкохідні і потужні судна, вдарили по тріаріям, а лівий фланг — по третьому флоту римлян. Таким чином, вся битва розбилася на три вогнища, значно віддалених один від одного.
|  | Зав'язався жорстокий бій, в якому значна перевага на боці карфагенян залежала від того, що при швидкості їх кораблів вони заходили за ворожу лінію, легко підпливали і швидко відступали. З іншого боку, і римляни живили не меншу надію на перемогу, тому що в сутичках билися з жорстокістю, зачіпляли за допомогою воронів всякий корабель; до того ж в битві брали участь обидва консула, і солдати билися на очах у начальників. |

Деякий час жодній стороні не вдавалося досягти серйозної переваги, і на перших порах навіть здавалося, що більше шансів на перемогу у пунійців, які зуміли нав'язати противнику свій сценарій битви. Але римляни швидко оговталися, й навіть їх третій і четвертий флоти, які опинилися в дуже скрутному становищі, відбивали всі атаки. Нарешті, не витримав і почав відступати загін карфагенян, який прийняв на себе перший натиск римлян. Це дало можливість консулу Марку Атілію Регулу на чолі другого флоту вдарити по кораблям Ганнона, які були вже близькі до того, щоб остаточно розбити тріарії та транспортні судна. Пунійці стали відходити у відкрите море.
Одночасно з цим консул Луцій Манлій Вульсон, взявши на буксир захоплені кораблі і вже почавши йти від місця битви, побачив, що третій римський флот притиснутий до берега лівим флангом карфагенян. Правда, його стан був не настільки критичним, так як, побоюючись абордажного бою, пунійці не наважувались підходити близько до римським кораблів, а тільки блокували їх. Вчасно підійшов Вульсон, а потім і Регул, які взяли залишки правого флангу пунійців в кільце, захопивши п'ятдесят ворожих кораблів разом з командою. Вирватися з оточення вдалося дуже небагатьом.

### Втрати
У римському флоті було потоплено 24 судна, а в карфагенському 30 судів потоплено і 64 захоплено римлянами. Карфагеняни втратили від 30 000 до 40 000 чоловіків, більшість потрапили в полон; Римські жертви приблизно 10 000.

## Значення події
Після битви римляни висадилися на Сицилії для ремонту, відпочинку та реорганізації своїх сил. У Рим для прикраси трибуни Форуму були відправлені сходи захоплених карфагенських кораблів. Карфагенський флот відступив до рідних вод, де готувався до нової битви. Його командири не змогли передбачити римський десант і опинилися на західній стороні мису Бон, коли римляни під командуванням Регула успішно висадилися на сході в Аспис (сучасна Келібія) і взяли його в облогу. Манлій повернувся в Рим і відсвяткував тріумф. Гамількар і 5500 карфагенских військ були виведені з Сицилії для посилення армії Карфагена в Африці.

Перемога римлян закріпила їхнє панування в морі та відкрила шлях до Африки. Окрім цього, вона стала початком походу Регула, що є важливим етапом Першої Пунічної війни. 